# Ара дела Кроче (Л'Аквила)
Ара дела Кроче (итал. Ara della Croce) је насеље у Италији у округу Л'Аквила, региону Абруцо.
Према процени из 2011. у насељу је живело 102 становника. Насеље се налази на надморској висини од 523 м.